# Fallacia
Fallacia is een kevergeslacht uit de familie van de boktorren (Cerambycidae). De wetenschappelijke naam van het geslacht werd voor het eerst geldig gepubliceerd in 1863 door Mulsant & Rey.

## Soorten
Fallacia is monotypisch en omvat slechts de volgende soort:
- Fallacia elegans (Faldermann, 1837)